# Cooper Vuna

a Compétitions nationales et continentales officielles uniquement.

b Matchs officiels uniquement.
Dernière mise à jour le 28 décembre 2022.
Cooper Vuna, né le 5 juillet 1987 à Auckland (Nouvelle-Zélande), est un ancien joueur de rugby à XIII international tongien, et actuel joueur de rugby à XV international australien puis tongien évoluant au poste d'ailier. Il mesure 1,80 m pour 110 kg.

## Biographie
Cooper Vuna est né en Nouvelle-Zélande de parents tongiens. Son père John Vuna a été international tongien de rugby à XV.

## Carrière

### En club
Cooper Vuna a commencé sa carrière professionnelle au rugby à XIII en NRL avec les New Zealand Warriors entre 2004 et 2006, jouant cinq matchs et marquant un essai. Il rejoint ensuite l'équipe australienne des Newcastle Knights dans le même championnat. Avec ce club, il dispute 54 matchs et inscrit 35 essais.
En 2011, il décide de passer au rugby à XV et signe chez la toute nouvelle franchise australienne des Melbourne Rebels qui évolue en Super Rugby. Il y joue pendant trois saisons, marquant treize essais.
Il rejoint en 2013 le club japonais des Toshiba Brave Lupus en Top League, avec qui il évolue pendant deux saisons. 
En mars 2015, il rejoint l'Angleterre et le club de Worcester qui évolue en RFU Championship (deuxième division) jusqu'à la fin de saison. Il fait une très bonne saison avec son nouveau club, inscrivant 8 essais en autant matchs disputés, aidant ainsi son équipe à être promue en Premiership. Il décroche par la même occasion une prolongation du contrat pour deux saisons supplémentaires. En 2017, près deux saisons dans l'élite anglaise, le club annonce qu'il ne sera pas conservé à l'issue de la saison 2016-2017.
En janvier 2018, après quelques mois sans club, il signe avec l'équipe de Bath jusqu'à la fin de la saison, afin de compenser l'absence sur blessure de l'ailier international anglais Semesa Rokoduguni,. Après des performances encourageantes (2 essais en 6 matchs), il prolonge son contrat avec son club pour une saison de plus.
Au terme de son contrat avec Bath, il rejoint les Newcastle Falcons, qui viennent d'être relégués en Championship, pour un contrat de deux saisons,. Il joue son premier match avec sa nouvelle équipe le 28 novembre 2019 contre Hartpury College, et marque un essai, mais se blesse gravement, mettant un terme à sa saison,.
Non-conservé au terme de sa deuxième saison avec Newcastle, il rejoint alors le championnat roumain, et le club de l'ACS Tomitanii Constanța. Cette expérience est cependant de courte durée, puisque le club se retrouve rapidement en difficulté économique, ne parvenant pas à payer les joueurs. Vuna quitte alors le club après quelques matchs, et retourne vivre en Angleterre.
En Angleterre, il continue de jouer au niveau amateur avec le Northern FC en sixième division.
En septembre 2023, il rejoint le club français du CO Le Puy, évoluant en Fédérale 2. Il quitte le club en mars 2024. Il annonce la fin de sa carrière de joueur peu de temps après.

### En équipe nationale
Lors de sa carrière à XIII, Cooper Vuna a d'abord été retenu dans le groupe élargi de l'équipe de Nouvelle-Zélande pour préparer la coupe du monde 2008. Il dispute finalement cette compétition avec le pays d'origine de sa famille, l'équipe des Tonga.
Passé au XV en 2011, il décide de représenter l'Australie, ce qui est possible après plus de trois années de résidence sur le territoire. Il obtient sa première cape internationale avec l'équipe d'Australie le 9 juin 2012 à l'occasion d'un match contre l'équipe du pays de Galles à Brisbane.
Quatre années plus tard, il décide en 2016 de profiter de l'assouplissement des règles d'éligibilités au niveau international pour représenter son pays d'origine : les Tonga. Pour y parvenir, il a dû jouer avec l'équipe des Tonga de rugby à sept en juin 2016 lors du tournoi de qualification olympique de Monaco.
Il obtient sa première cape internationale avec l'Équipe des Tonga de rugby à XV le 26 novembre 2016 à l’occasion d’un match contre l'équipe d'Italie à Padoue.
En 2019, il est retenu dans le groupe tongien pour disputer la Coupe du monde au Japon. Il dispute trois rencontres, contre l'Angleterre, l'Argentine et la France.

## Palmarès

### En équipe nationale
- 3 sélections avec l'équipe des Tonga à XIII
- 12 points (3 essais)
- Participation à la coupe du monde 2008 (3 matchs)

- 2 sélections avec l'équipe d'Australie de rugby à XV
- 0 point
- 16 sélection avec l'équipe des Tonga de rugby à XV
- 10 points (2 essai)

- Participation à la Coupe du monde en 2019 (3 matchs).